# Whitekirk
Whitekirk ist ein Dorf in der schottischen Council Area East Lothian. Es liegt rund fünf Kilometer südöstlich von North Berwick und neun Kilometer nordwestlich von Dunbar in einer ländlichen Region im Norden von East Lothian. Neben der Whitekirk Parish Church ist auch die Zehntscheune von Whitekirk als Denkmal der höchsten Kategorie A klassifiziert.

## Geschichte
Spätestens seit dem 12. Jahrhundert befindet sich eine Kirche am Standort, die als Pfarrkirche diente. Nachdem um 1300 von wundersamen Heilungen nach Verzehr des Wassers des nahegelegenen Marienbrunnens berichtet wurde, erlangte die Kirche größere Bedeutung. Nachdem im Jahre 1413 15.653 Pilger gezählt wurden, unterstellte der schottische König Jakob I. die Kirche seinem persönlichen Schutz. Auch ließ er Behausungen für die Pilger errichten. Der spätere Papst Pius II. wanderte barfuß von Dunbar nach Whitekirk, um in der Kirche für seine Verschonung in einem Sturm auf dem Firth of Forth zu danken.
Im Laufe des 15. Jahrhunderts entstand die heutige Whitekirk Parish Church am selben Standort. Für die kleine Kirchengemeinde erscheint sie deutlich überdimensioniert, sie sollte jedoch auch die zahlreichen Pilger aufnehmen können. König Jakob IV. besuchte die Kirche in Whitekirk regelmäßig. Sein Sohn Jakob V. unterstellte sie der Obhut des Clans Sinclair. Mit der schottischen Reformation im 16. Jahrhundert sank die Bedeutung der Kirche. Der Heilbrunnen versiegt im 19. Jahrhundert infolge von Entwässerungsmaßnahmen in der Umgebung. Seit 1971 findet jährlich eine ökumenische Pilgerwanderung von Haddington nach Whitekirk statt.
1991 wurden in Whitekirk 50 Einwohner gezählt. Damit halbierte sich die Einwohnerzahl seit 1961.

## Verkehr
Whitekirk ist an der A198 gelegen, die rund vier Kilometer südlich in die A199 einmündet. Parallel zu dieser verläuft die A1.

## Weblink
- Eintrag zu Whitekirk, General in Canmore, der Datenbank von Historic Environment Scotland (englisch)